# كارينا غارسيا
كارينا غارسيا (بالإسبانية: Carina García)‏ هي لاعبة رماية بوليفية، ولدت في 3 يناير 1984.

## وصلات خارجية
- كارينا غارسيا على موقع الاتحاد الدولي (الإنجليزية)
- كارينا غارسيا على موقع أوليمبيديا (الإنجليزية)